# Philip Bračanin
Philip Bračanin (né le 26 mai 1942 à Kalgoorlie) est un compositeur, musicologue et pédagogue australien, né de parents croates.

## Biographie
Bračanin est diplômé de l'Université d'Australie-Occidentale en 1962 avec des baccalauréats en mathématiques et en musique. Il a poursuivi dans cette même école des études supérieures en musicologie, se spécialisant dans l'analyse de la musique du XXe siècle. Il a obtenu une maîtrise en 1968 et a passé un doctorat en 1970. Son directeur de thèse sur la musique était Mátyás Seiber et sa thèse de doctorat portait sur la musique d'Anton Webern. De 1970 à 2008, il a travaillé à l'Université du Queensland. Pendant 9 ans, il a été doyen de la Faculté de musique et pendant 10 ans directeur de l'école de musique. Il est professeur émérite. Le professeur Bračanin a collaboré avec le Centre de musique australienne, l'Orchestre philharmonique du Queensland, l'Orchestre symphonique du Queensland et 4MBS Radio Classique.
Bračanin initialement a commencé à composer de la musique dans les années 1970 aux fins de créer une musique qui serait plus adaptée pour enseigner à ses élèves certains aspects de l'harmonie et du contrepoint. Il s'est intéressé finalement à créer des compositions plus importantes comme son Concerto pour Trombone de  1977 qui est désormais considéré comme sa première œuvre de maturité. Il a depuis produit une masse considérable de musique, y compris des œuvres symphoniques, des œuvres chorales, de musique de chambre et des pièces pour piano solo. De nombreuses œuvres de Bračanin sont publiées par le Centre de la musique australienne (en) et de Maecenas Music.

## Œuvres (liste partielle)
Œuvres orchestrales
- With and Without (1975)
- Heterophony (1979)
- Rondellus Suite pour orchestre à cordes (1980)
- Sinfonia Mescolanza (1982)
- Concerto pour orchestre (1985)
- Concerto pour orchestre no 2 (1987)
- Muzika za viganj (1989)
- Dance Poem pour orchestre de chambre (1990)
- Elysian Voyage pour orchestre à cordes (1992)
- Dance Tableaus (1993)
- Symphonie no 1 (1994)
- Symphonie no 2 pour soprano, chœur mixte et orchestre (1994); textes de Judith Wright et W. H. Auden
- Symphonie no 3 (1995)
- Dance Gundah pour orchestre avec solo de didjeridu (1998)
- Windmills of Time pour orchestre à cordes (2000)
- Clocktower (2002)
- University of Queensland Processional (2003)
- Symphonie no 4 (2006)
- St. Lucia Suite pour orchestre à cordes (2007)

Ensemble de vents
- Spiral Resonance pour ensemble symphonique de vents (1999)

Musique concertante
- Concerto pour piano et orchestre (1980)
- Concertino pour piano  et orchestre à cordes (1983)
- Concerto pour violon et orchestre (1983)
- Concerto pour clarinette et orchestre (1985)
- Concerto pour violoncelle et orchestre (1989)
- Concerto pour hautbois et orchestre à cordes (1989)
- Concerto pour alto et orchestre (1990)
- Concerto pour guitare et orchestre de chambre (1991; créé en 1992 par Karin Schaupp)
- Concertino pour trombone et orchestre (1999)
- Blackwood River Concerto, Double Concerto pour guitare, marimba (ou vibraphone) et orchestre (2002)
- Shades of Autumn, Concerto pour hautbois et orchestre de chambre (2003)
- Shadows of Time, Double Concerto pour hautbois, guitare et orchestre de chambre (2005)

Musique de chambre
- Quatuor à cordes (1971)
- Suite pour trombone et piano (1976)
- Three Pieces pour violon et piano (1976)
- Forpasis pour sextuor à vent (1977)
- Tre affetti musicali, Duo pour flûte et guitare (1989)
- Of Thoughts Unspoken, Quatuor pour clarinette, alto, violoncelle et piano (1996)
- Thoughts Feelings Actions pour guitare solo (1997)
- Midsummer Nights' Music, Suite pour 3 guitares (1999)
- Under Yaraandoo pour guitare, didjeridu et percussion (4 exécutants) (1999)
- Quatuor à cordes no 3 (2000)
- Blackwood River Suite pour guitare et quatuor à cordes (2001)
- KL Sojourn pour quatuor à cordes (2004)
- Four Bagatelles ou guitare solo
- Four Diversions pour guitare
- Mesco Lanza pour violoncelle et piano

Piano
- Al ma'luma (1976)
- Three Pieces

Musique vocale
- Selections from the Rubaiyat of Omar Khayyam pour chœur mixte et orchestre à cordes (1976)
- From the Roundabout Singing Garden pour chœur mixte et orchestre à cordes (1976); texte de C.J. Dennis
- Because We Have No Time, Song Cycle pour baryton et orchestre (1981); poèmes de Dylan Thomas et W. H. Auden
  1. The Force That through the Green Fuse Drives the Flower
  2. And Death Shall Have No Dominion
  3. One Circumlocution
  4. No Time
  5. Our Bias
  6. Another Time
- A Woman's Question, Cycle de mélodies pour soprano et piano (1982)
- A Quiet Quick Catch of the Breath, Cycle de mélodies pour 2 sopranos, alto, ténor, 2 basses (1986); texte de Michael Thwaites
- Throw Me a Heaven around a Child, Cycle de mélodies pour baryton et orchestre (1986)
- No Further Need, 2 Two-part Songs for female voices; texte de Michael Thwaites
- Eternal Image pour soprano, clarinette, cor et piano (1998)